# Danmark (skolfartyg)
Danmark, även Skoleskibet Danmark, är en dansk tremastad fullriggare i stål som används som skolfartyg för den danska handelsflottan.
Hon byggdes 1933 vid Nakskov Skibsværft som ersättning för det försvunna skolfartyget København och hade ursprungligen plats för 120 elever. Danmark har renoverats flera gånger och 1959 minskades antalet elever till 80. Fartyget ägs av danska staten men drivs sedan 2003 av sjöfartsskolan MARTEC i Frederikshavn.
Under andra världskriget lades  Danmark upp i Jacksonville i Florida i USA från april 1940. Hon användes som skolfartyg i USA och  återlämnades till Danmark 1945.
Prins Joachim av Danmark är protektor för fartyget. Han har gjort det till en tradition att följa med till Köpenhamn på den sista delen av årets seglats.